# Stehsatz
Stehsatz oder stehender Satz ist ursprünglich ein Fachbegriff aus dem Buchdruck. Die einzelnen Bleisatz-Seiten eines Buches wurden nach dem Druck auf Bretter oder feste Pappen geschoben und für eine spätere Neuauflage in Stehsatzregalen übereinander gestapelt. Stehsatz für ein Buch konnte früher in den Setzereien je nach Umfang des Werkes ganze Wände einnehmen und mehrere Tonnen wiegen.

„Stehender Satz (beim Schriftsetzer), derjenige Satz eines ganzen Buches, welchen man zum Behufe des Abdruckes bei einer folgenden Auflage stehen läßt, um die Satz- und Correcturgebühren zu ersparen.“

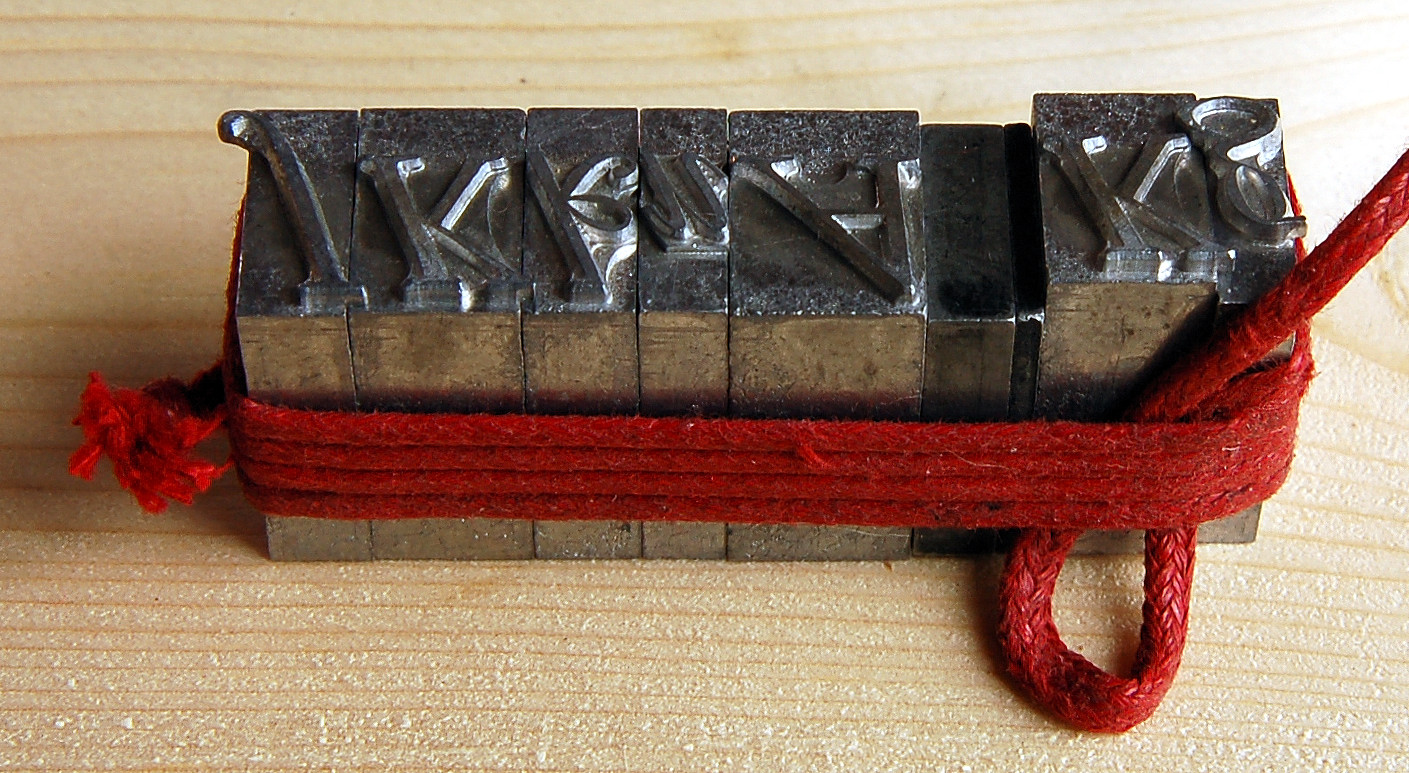
Mit Kolumnenschnur ausgebundener Stehsatz

Um ein Auseinanderfallen zu verhindern, wurden häufig benutzte Seiten und Textblöcke mit einer Schnur (Kolumnenschnur) zusammengebunden („ausgebunden“), zum Beispiel auch für Visitenkarten, Geschäftsvordrucke, Formulare etc. Für diese Arbeit mit ihren speziellen Bindetechniken und Knoten war die Ahle des Setzers ein wichtiges Werkzeug.

## Geschichte
Bis zum Beginn des 18. Jahrhunderts war es beim Buchdruck – insbesondere beim Druck so umfangreicher Bücher wie der Bibel – üblich, immer nur wenige Druckseiten mit Bleilettern zu setzen (Bleisatz), diese zu drucken und anschließend die Lettern für die nächsten Seiten umzusetzen. Diese Tätigkeit erforderte viel Zeit und damit mehrere angestellte Schriftsetzer. Sie barg zudem das Risiko von immer neuen Satzfehlern (nicht zu verwechseln mit Druckfehlern, die fehlerhaften Druck beschreiben). Andererseits musste der Drucker nur einen kleinen Bestand an beweglichen Lettern anschaffen, was Kosten sparte.
Im Zuge der evangelistischen Bemühungen des 18. Jahrhunderts überlegte der Theologe und Verleger Carl Hildebrand Freiherr von Canstein, wie er größere Auflagen der Bibel kostengünstiger herstellen kann. Er wollte dadurch erreichen, dass auch ärmere Bevölkerungsschichten Bibeln kaufen können. Hierzu erwarb er für die von ihm in Zusammenarbeit mit August Hermann Francke 1710 in Halle (Saale) gegründete Cansteinsche Bibelanstalt einen sogenannten „stehenden Satz“, d. h. alle ca. 1300 Druckseiten der Bibel wurden mit ca. 5 Millionen Bleilettern auf einmal gesetzt, und dieser komplette Satz wurde für weitere Auflagen dauerhaft stehengelassen. So konnten Bibeln schnell, in hohen Auflagen und kostengünstig gedruckt werden. Lediglich die erstmaligen Anschaffungskosten waren sehr hoch: Zu diesem Zweck spendete Carl Hildebrand Freiherr von Canstein den größten Teil seines privaten Vermögens und rief in der Bevölkerung, besonders in privilegierten Kreisen, zu Spenden auf.
Die Erfolge dieses Systems ermöglichten schließlich nicht nur die kostengünstige Verteilung der Bibel an Arme, sondern auch andere Projekte wie beispielsweise die Ausrüstung der preußischen Armee mit ca. 105.000 Bibeln im Auftrag des Preußischen Königs.

## Begriff im Journalismus
Heute wird der Begriff in journalistisch arbeitenden Redaktionen häufig für bereits fertiggestellte Artikel oder Beiträge verwendet, die in der aktuellen Ausgabe einer Publikation nicht veröffentlicht wurden und als „Stehsatz“ für eine kommende Ausgaben eingeplant werden können. Für derzeit noch lebende, prominente Personen werden als Stehsatz bereits Nachrufe vorproduziert und über die Jahre immer wieder aktualisiert. Im späteren Todesfall steht so praktisch sofort fertiges Material über das gesamte Leben der Person zur schnellen Veröffentlichung, z. B. durch Fernsehsender bereit.

## Begriff im Notensatz
Im Notensatz werden der Notenschlüssel sowie die Tonartvorzeichnung, die in jedem Notensystem an der gleichen Position am Zeilenanfang stehen, als Stehsatz bezeichnet. Gelegentlich wird der Stehsatz (mit Ausnahme der ersten Zeile) auch auf die Tonartvorzeichnung reduziert (etwa in einigen Kirchengesangbüchern) oder ganz weggelassen (wie in manchen Leadsheets).